# سیارک ۱۹۴۴۱
سیارک ۱۹۴۴۱ (به انگلیسی: 19441 Trucpham، نامگذاری:1998FJ105) نوزده هزار و چهارصد و چهل و یکمین سیارک کشف شده‌است که در ۳۱ مارس ۱۹۹۸ کشف شد.
قدر مطلق سیارک برابر ۱۷.۸ است.